# Маяковский (пароход)
«Маяковский» — прогулочный пароход, затонувший в реке Даугава в черте города Рига в 1950 году. В результате трагедии погибло 147 человек, в том числе 48 детей. Эта трагедия стала самой крупной водной катастрофой в истории Латвии.

## Судно
Старое однопалубное судно под названием «Vilnis» («Волна») после Великой Отечественной войны было реконструировано в прогулочный пароход. Ему надстроили палубу, приспособили для прогулок и переименовали. Пароход был рассчитан на 150 пассажиров.
Местом его стоянки был выбран причал на реке Даугава напротив здания Рижского технического университета, справа от Каменного моста.

## Трагедия
13 августа 1950 года около полудня пароход вернулся из утреннего (первого) рейса в Межапарк. В результате рекламной кампании в газетах и по радио в ожидании речной прогулки скопилось большое число людей. Не дожидаясь высадки группы московских пионеров, народ, стоявший на пристани в ожидании посадки, бросился штурмовать судно. В результате, когда была превышена максимальная нагрузка, пароход осел в воду по иллюминаторы и стал раскачиваться. На момент катастрофы на борту находилось 350 человек.
Пытаясь спастись, пассажиры начали прыгать с тонущего парохода на причал и в воду. Команда полностью утратила контроль над судном, и его начало медленно сносить течением от берега.
Отвесные стены набережной не позволяли прыгнувшим в воду выбраться на берег.
Несмотря на активные спасательные работы и на то, что судно находились всего в 5—6 метрах от причала, 147 человек погибли.

## Спасательные работы
В связи с жарой на железнодорожном мосту проводились работы по регулированию приборов, и заместитель начальника по восстановлению железнодорожных мостов Рижской дистанции пути Нахман Розенберг находился вместе с бригадой на мосту. Согласно требованиям техники безопасности под ним стояла моторная лодка со спасательными кругами. Как только рабочие услышали крики со стороны набережной и увидели людей в воде, Нахман Розенберг с бригадой схватили спасательные круги, сели в лодку и направились на помощь тонущим; им удалось вытащить около 15 человек.
В книге[какой?] Гайтиса Грутупса описывается пример массового героизма 26 студентов Московского энергетического института, которые в момент трагедии находились на Понтонном мосту, возвращаясь на грузовике из военно-патриотического лагеря. Студенты связали пояса и бросали их утопающим. В общей сложности им удалось спасти около 70 человек
.
Рижанин Василий Васильевич Кучинский, 1914 г. р., работал водителем грузовика (лесовоза). Во время трагедии он проезжал мимо набережной, остановился и кинулся спасать утопающих, так как был спортивным человеком и имел разряд по плаванию. Ему удалось спасти более 10 человек.

## Память
Верховный суд Латвийской ССР возбудил уголовные дела против 6 должностных лиц в связи с трагедией «Маяковского» и назначил им длительные сроки заключения. В числе осужденных был председатель Рижского горисполкома Арнольд Деглавс. Все они были амнистированы после смерти Сталина в 1953 году. Деглавс вернулся на руководящую работу и был избран председателем Юрмальского горисполкома.
В августе 2011 года на набережной 11 Ноября состоялось торжественное открытие мемориальной плиты в память о 147 погибших пассажирах парохода «Маяковский».